# Koratagere
Koratagere är en ort i Indien.   Den ligger i distriktet Tumkur och delstaten Karnataka, i den södra delen av landet, 1 700 km söder om huvudstaden New Delhi. Koratagere ligger 763 meter över havet och antalet invånare är 14 445.
Terrängen runt Koratagere är lite kuperad. Runt Koratagere är det tätbefolkat, med 286 invånare per kvadratkilometer. Närmaste större samhälle är Madhugiri, 15,6 km norr om Koratagere. Trakten runt Koratagere består till största delen av jordbruksmark.